# Stefan Michael Newerkla
Stefan Michael Newerkla (ur. 7 października 1972 w Horn) – austriacki slawista oraz filolog. Absolwent Uniwersytetu Wiedeńskiego, tamże habilitacja (2003). Profesor w Instytucie Slawistyki Uniwersytetu Wiedeńskiego od 2004 r. oraz kierownik instytutu. Członek rzeczywisty Austriackiej Akademii Nauk od 2018 r.

## Wybrane publikacje
- Intendierte und tatsächliche Sprachwirklichkeit in Böhmen. Diglossie im Schulwesen der böhmischen Kronländer 1740-1918 (Dissertationen der Universität Wien 61). Wien: WUV Universitätsverlag, 1999
- Sprachkontakte Deutsch – Tschechisch – Slowakisch. Wörterbuch der deutschen Lehnwörter im Tschechischen und Slowakischen: historische Entwicklung, Beleglage, bisherige und neue Deutungen (= Schriften über Sprachen und Texte 7). Frankfurt am Main et al.: Peter Lang, 2004; Drugie, gruntownie zmienione i zaktualizowane wydanie, 2011 (e-book DOI: 10.3726/978-3-653-03121-8, CC-BY-NC 4.0)